# Schlacht auf den Wilden Äckern
Die Schlacht auf den Wilden Äckern markierte am 28. Oktober 1427 das Ende der Herrschaft der tom Brok über Ostfriesland. Nach einem ersten Sieg des ostfriesischen Häuptlings Focko Ukena über Ocko II. tom Brok in der Schlacht von Detern 1426 verband sich Focko mit dem Bischof von Münster und zahlreichen ostfriesischen Häuptlingen gegen den auf das Brookmerland (historische Schreibweise: Brokmerland) beschränkten Ocko und schlug ihn am 28. Oktober auf den Wilden Äckern zwischen Oldeborg und Marienhafe endgültig. Ocko wurde als Gefangener in Leer inhaftiert und hatte seine Herrschaft über Ostfriesland endgültig verloren.

## Hintergrund
Die tom Brok unternahmen als erste den Versuch, eine ausgedehnte Landesherrschaft in Ostfriesland zu etablieren. Aus dem Norderland kommend, hatten die tom Brok in der zweiten Hälfte des 14. Jahrhunderts und im ersten Viertel des 15. Jahrhunderts die unangefochtene Herrschaft über das Brookmer- und das Auricherland erlangt. Von dort aus betrieben sie die Expansion ihres Herrschaftsbereiches über ganz Ostfriesland. Dabei gelang es ihnen 1413, ihre schärfsten Gegner, die Häuptlingsfamilie der Abdena aus Emden, zu vertreiben und die Stadt selbst einzunehmen.
Die tom Brok hatten den Zenit ihrer Macht erreicht und provozierten die Ostfriesen mit ihrem Herrschaftsanspruch derartig, dass der Gedanke der friesischen Freiheit wieder erwachte. Diese wurde den Ostfriesen immer wieder zuerkannt, auch durch König Sigismund. Die tom Brok erschienen dagegen als unfriesisch und waren in ihrem Denken und Handeln den Ostfriesen fremd. Sie wurden als Tyrannen betrachtet, die den Friesen ihr höchstes Gut, ihre Freiheit, nehmen wollten. Für viele Jahre waren die tom Brok zu mächtig, als dass sich eine der zahlreichen anderen Häuptlingsfamilien gegen sie stellen konnte. Dies änderte sich erst, als Ocko 1420 im Westen Frieslands in Person des Herzogs Johann von Bayern, den Grafen von Holland, auf einen mächtigen Gegner traf, der ihm seine militärischen Grenzen aufzeigte. Die ostfriesischen Häuptlinge erkannten die Schwäche und auch der mächtigste Verbündete der tom Brok, Focko Ukena, der von Leer aus das südliche Ostfriesland für die tom Brok verwaltete, kündigte seine Gefolgschaft auf.
Focko Ukena übernahm in der Folgezeit die Führung der gegnerischen Kräfte, denn immer mehr ostfriesische Häuptlinge wechselten die Seite, um unter dem Vorwand, für die friesische Freiheit zu kämpfen, ihre verloren gegangenen Häuptlingsherrlichkeiten wieder zu erlangen. Ocko versuchte zu reagieren, indem er seinen Herrschaftsanspruch mit Elementen der friesischen Freiheit ausschmückte. Doch nahm man ihm dies nicht mehr ab und Focko gelang es, sich als Garant der friesischen Freiheit darzustellen. Ocko rief seine Verbündeten, die oldenburgischen Grafen, mit denen er durch Heirat verbunden war, zu Hilfe, welche ein Ritterheer aussandten. Es gelang Focko jedoch, dieses in der Schlacht von Detern zu schlagen.
Endgültig besiegte Focko die tom Brok dann bei der Schlacht auf den Wilden Äckern. Ukena war mit seinen Kriegern auf dem so genannten Wallpad ins Brookmerland gezogen, während Ocko, der sich zunächst auf dem Marienhof (heute Marienhafe) verschanzt hatte, sich aus dem Schutz der Mauern begab und auf den Wilden Äckern mit dem Heer Ukenas zusammentraf. Die Schlacht endete mit der Gefangennahme Ockos und der Zerstörung seines Stammsitzes, der Burg Broke (heute Oldeborg) bei Engerhafe. Ocko und sein Halbbruder Itze wurden gefangen genommen und nach Leer verbracht. Ingeborg, die Gemahlin Ocko tom Broks, nahm Wohnsitz auf Schloss Donnerschwee bei Oldenburg. Damit endete die Herrschaft der tom Brok über Ostfriesland, auch wenn Ocko vier Jahre später aus der Haft entfliehen konnte.

## Auswirkungen

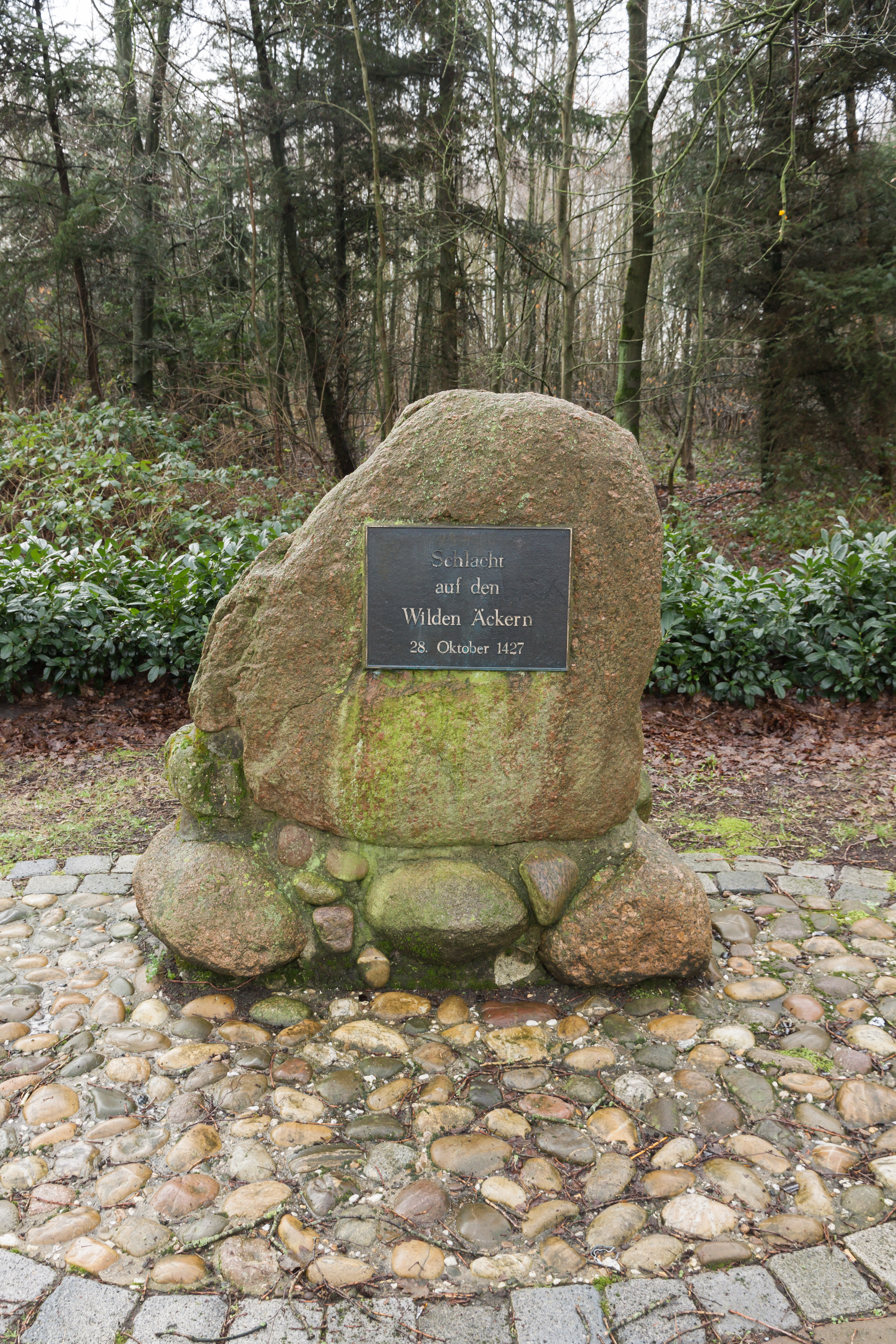
Gedenkstein in Upgant-Schott.

Auch wenn die tom Brok gestürzt wurden, bereiteten sie der Einheit Ostfrieslands unter einer Herrschaft den Weg. Ihr Bezwinger Focko Ukena konnte seine Herrschaft nämlich nicht langfristig sichern. Zwar nahm er die Auricher Burg in Besitz und schleifte die Olde Borg bei Engerhafe. Er konnte seinen Herrschaftsanspruch aber auf Dauer nicht durchsetzen, da sich die Bauern, denen er die Freiheit versprochen hatte, von ihm verraten fühlten. Sie wandten sich von ihm ab und der Häuptlingsfamilie der Cirksena zu. Diese führten die Opposition im Freiheitsbund der Sieben Ostfrieslande an, dessen Ziele von den freiheitlichen Idealen der Bauern bestimmt waren. Nach verschiedenen militärischen Niederlagen der Ukenaschen Partei und dem Fall seiner Burg in Leer im Jahre 1431 floh Focko Ukena über Papenburg nach Münster. Bis zu seinem Tode am 29. August 1436 lebte er auf dem Schloss seiner zweiten Frau Ide in Dykhusen in den Ommelanden. 1453 übernahmen dann die Cirksena endgültig die Herrschaft über Ostfriesland. Und auch für die Vitalienbrüder änderte sich einiges. Sie hatten Ocko unterstützt und im Gegenzug einen Rückzugsraum in Ostfriesland erhalten. Nach der verlorenen Schlacht auf den „Wilden Äckern“ mussten sie Ostfriesland verlassen.

## Archäologische Funde
1845 wurden bei Sandbauarbeiten zum Ausbau der Straße von Georgsheil nach Marienhafe im Bereich der Abzweigung Osterupgant/Schott eine Anzahl menschlicher Skelette und auch Pferdeknochen gefunden, die dort seit mehreren hundert Jahren vergraben waren. Es kann angenommen werden, dass es sich bei den Toten um Gefallene der Schlacht auf den Wilden Äckern handelt.